# Kulturowy ideał osobowości
Kulturowy ideał osobowości – wzorzec narzucający człowiekowi zespół cech i zachowań społecznie akceptowanych i oczekiwanych, jest to wizerunek idealnego członka społeczeństwa. Ma istotne znaczenie w procesie socjalizacji, jest elementem osobowości społecznej.

## Cechy szczególne
Kulturowy ideał osobowości jest wzorcem przekazywanym człowiekowi w okresie dorastania przez wychowanie (poprzez rodzinę, szkołę lub społeczność). Duży wpływ na jego kształtowanie ma kultura, np. literatura, sztuka, film, muzyka.
Kulturowy ideał osobowości jest uzależniony od ustroju gospodarczego, politycznego oraz typu kultury występującego na danym obszarze.

## Internalizacja
Aby ideał stał się elementem osobowości konkretnej jednostki, powinno dojść do pełnego przyswojenia kulturowego ideału osobowości, który następuje w okresie dojrzewania, kiedy człowiek w sposób świadomy zaczyna uczestniczyć w procesie budowania swojej tożsamości społecznej, szuka ideałów, do których chce dążyć. Ostatecznie o tym, kim dana osoba jest, decydują narzucone i wybrane wzory zachowań, z jakimi można się zetknąć w danym społeczeństwie.

## Wpływ kulturowego ideału osobowości
Dzięki kulturowemu ideałowi osobowości człowiek dowiaduje się, do czego w życiu warto dążyć, zaczyna stawiać sobie cele. Ponadto poznaje, jakie oczekiwania ma wobec niego grupa społeczna i jakie działania spotkają się z oceną pozytywną, a jakie spowodują sankcje negatywne. Kulturowy ideał osobowości pełni również funkcję kontrolną, pozwala wskazać na ile człowiek zbliżył się do ideału.

## Kulturowy ideał osobowości a osobowość podstawowa
Kulturowego ideału osobowości nie należy utożsamiać z osobowością podstawową (inaczej „charakter narodowy”). Kulturowy ideał osobowości kształtuje się w młodości, natomiast osobowość podstawowa po okresie dojrzewania poprzez rozwój społeczny i kulturalny.
Osobowość podstawowa stanowi zbiór cech wyznaczających wspólne dla każdego społeczeństwa sposoby zachowania w określonej sytuacji, który nie występuje w innych społeczeństwach.
Osobowość statusowa zawiera cechy powiązane ze statusem społecznym człowieka. Umożliwia rozpoznanie członków oraz ich wzajemne działanie tylko na podstawie wyznaczników statusu społecznego.